# Blacus fritschii
Blacus fritschii är en stekelart som beskrevs av Charles Thomas Brues 1933. Blacus fritschii ingår i släktet Blacus och familjen bracksteklar. Inga underarter finns listade.